# Aporosa praegrandifolia
Aporosa praegrandifolia là một loài thực vật có hoa trong họ Diệp hạ châu. Loài này được (S.Moore) Schot mô tả khoa học đầu tiên năm 2004.